# Лекомпер, Селин
Селин Лекомпер (фр. Céline Lecompère, род. 8 июня 1983 года, в коммуне Труа, департамент Об) — французская спортсменка, выступавшая на Олимпийских играх 2006 года. Двукратная серебряная призёр чемпионата Европы. Бронзовая призёр чемпионата мира.

## Биография
Селин Лекомпер, которая жила в Шамони, начала заниматься шорт-треком в 1990 году, в возрасте 7-и лет, в "Club Des Sports De Chamonix Short Track". В то время она училась в школе Жанны Д'Арк. В 1993 году заняла 4-е место на юниорском чемпионате Франции по конькобежному спорту в многоборье. С 1996 года она постоянно попадала в призы на юниорских чемпионатах Франции. Во время учёбы в лицее "Монблан Рене Дейв" в районе Пасси в декабре 1999 года Селин заняла 2-е место на национальном чемпионате. В 2001/2002 годах она училась в средней школе Луизы Мишель в Гренобле.
В марте 2003 года на чемпионате Франции заняла 3-е место и впервые попала в национальную сборную в сезоне 2003/2004. В январе 2004 года на чемпионате Европы в Зутермере стала 15-й в личном зачёте многоборья, а в марте на  чемпионате мира в Гётеборге заняла 6-е место в беге на 1000 м и 17-е в общем зачёте. В том же году, в апреле стала вновь бронзовым призёром Франции в общем зачёте и вновь отобралась в национальную сборную на сезон 2004/2005.
Через год на чемпионате Европы в Турине в составе эстафетной четвёрки завоевала серебряную медаль. В марте 2005 года на командном чемпионате мира в Чхунчхоне помогла команде занять 4-е место, а следом на чемпионате мира в Пекине поднялась в эстафете на 6-е место, но несколько сборных дисквалифицировали за нарушения и команда Франции разделила 3-е место с американской командой.
В апреле 2005 года Селин поднялась на 2-е место в общем зачёте на национальном чемпионате. В январе 2006 года на чемпионате Европы в Крынице-Здруй второй раз подряд поднялась на 2-е место в эстафете. В феврале на Олимпийских играх в Турине участвовала в эстафете и с командой франции заняла 5-е место.